# Vuelta a la Comunidad Valenciana 2020
La 71.ª edición de la competición ciclista Vuelta a la Comunidad Valenciana fue una carrera de ciclismo en ruta por etapas que se celebró entre el 5 y el 9 de febrero en España, con inicio en el municipio de la Comunidad Valenciana de Castellón de la Plana y final en la ciudad de Valencia sobre un recorrido de 800,2 kilómetros.
La carrera formó parte del UCI ProSeries 2020, calendario ciclístico mundial de segunda división, dentro de la categoría UCI 2.Pro. El vencedor final fue el esloveno Tadej Pogačar del UAE Emirates. Completaron el podio, como segundo y tercer clasificado respectivamente, el australiano Jack Haig del Mitchelton-Scott y el británico Tao Geoghegan Hart del INEOS.

## Equipos participantes
Tomaron parte en la carrera 21 equipos: 12 de categoría UCI WorldTeam invitados por la organización, 7 de categoría UCI ProTeam y 2 de categoría Continental. Formaron así un pelotón de 145 ciclistas de los que acabaron 137. Los equipos participantes fueron:
| WorldTeams (12)- Astana - Movistar Team - Deceuninck-Quick Step - Ineos - Jumbo-Visma - UAE Team Emirates - CCC Team - Lotto Soudal - Mitchelton-Scott - AG2R La Mondiale - Israel Start-Up Nation - Bahrain McLaren ProTeams (7)- Caja Rural-Seguros RGA - Total Direct Énergie - Burgos-BH - Euskaltel-Euskadi - Sport Vlaanderen-Baloise - Bardiani CSF Faizanè - Gazprom-RusVelo Equipos continentales (2)- Kometa-Xstra - Equipo Kern Pharma |
| |

## Recorrido
La Vuelta a la Comunidad Valenciana dispuso de cinco etapas para un recorrido total de 800,2 kilómetros.
| Etapa     | Fecha    | Recorrido                          | type             | Distancia (km) | Ganador           | Líder             |
| --------- | -------- | ---------------------------------- | ---------------- | -------------- | ----------------- | ----------------- |
| 1.ª etapa | 5 de feb | Castellón de la Plana – Villarreal | etapa llana      | 180            | Dylan Groenewegen | Dylan Groenewegen |
| 2.ª etapa | 6 de feb | Torrente – Cullera                 | etapa escarpada  | 181            | Tadej Pogačar     | Tadej Pogačar     |
| 3.ª etapa | 7 de feb | Orihuela – Torrevieja              | etapa escarpada  | 174,5          | Dylan Groenewegen | Jack Haig         |
| 4.ª etapa | 8 de feb | Calpe – Sierra de Bernia           | etapa de montaña | 167            | Tadej Pogačar     | Tadej Pogačar     |
| 5.ª etapa | 9 de feb | Paterna – Valencia                 | etapa llana      | 97,7           | Fabio Jakobsen    | Tadej Pogačar     |

## Desarrollo de la carrera

### 1.ª etapa
| Castellón de la Plana - Villarreal | etapa llana | (180 km) |

| \| Clasificación de la etapa \| Clasificación de la etapa \| Clasificación de la etapa \| Clasificación de la etapa \| Clasificación de la etapa \| \| Ciclista \| Ciclista \| Equipo \| Tiempo \| \| \| ------------------------- \| ------------------------- \| ------------------------- \| ------------------------- \| ------------------------- \| \| 1.º \| Dylan Groenewegen \| Jumbo-Visma \| 4 h 07 min 40 s \| \| \| 2.º \| Fabio Jakobsen \| Deceuninck-Quick Step \| + 0 s \| \| \| 3.º \| Alexander Kristoff \| UAE Team Emirates \| + 0 s \| \| \| 4.º \| Benjamin Swift \| Team Ineos \| + 0 s \| \| \| 5.º \| Juanjo Lobato \| Fundación-Orbea \| + 0 s \| \| \| 6.º \| Jon Aberasturi \| Caja Rural-Seguros RGA \| + 0 s \| \| \| 7.º \| John Degenkolb \| Lotto-Soudal \| + 0 s \| \| \| 8.º \| Luka Mezgec \| Mitchelton-Scott \| + 0 s \| \| \| 9.º \| Iván García Cortina \| Bahrain McLaren \| + 0 s \| \| \| 10.º \| Lawrence Naesen \| AG2R La Mondiale \| + 0 s \| \| |                     |                        |                 |
| |                     |                        |                 |
| |                     |                        |                 |
| Clasificación de la etapa |                     |                        |                 |
| Ciclista | Ciclista            | Equipo                 | Tiempo          |
| 1.º | Dylan Groenewegen   | Jumbo-Visma            | 4 h 07 min 40 s |
| 2.º | Fabio Jakobsen      | Deceuninck-Quick Step  | + 0 s           |
| 3.º | Alexander Kristoff  | UAE Team Emirates      | + 0 s           |
| 4.º | Benjamin Swift      | Team Ineos             | + 0 s           |
| 5.º | Juanjo Lobato       | Fundación-Orbea        | + 0 s           |
| 6.º | Jon Aberasturi      | Caja Rural-Seguros RGA | + 0 s           |
| 7.º | John Degenkolb      | Lotto-Soudal           | + 0 s           |
| 8.º | Luka Mezgec         | Mitchelton-Scott       | + 0 s           |
| 9.º | Iván García Cortina | Bahrain McLaren        | + 0 s           |
| 10.º | Lawrence Naesen     | AG2R La Mondiale       | + 0 s           |

| \| Clasificación general \| Clasificación general \| Clasificación general \| Clasificación general \| Clasificación general \| \| Ciclista \| Ciclista \| Equipo \| Tiempo \| \| \| --------------------- \| --------------------- \| ---------------------- \| --------------------- \| --------------------- \| \| 1.º \| Dylan Groenewegen \| Jumbo-Visma \| 4 h 07 min 40 s \| \| \| 2.º \| Fabio Jakobsen \| Deceuninck-Quick Step \| + 0 s \| \| \| 3.º \| Alexander Kristoff \| UAE Team Emirates \| + 0 s \| \| \| 4.º \| Benjamin Swift \| Team Ineos \| + 0 s \| \| \| 5.º \| Juanjo Lobato \| Fundación-Orbea \| + 0 s \| \| \| 6.º \| Jon Aberasturi \| Caja Rural-Seguros RGA \| + 0 s \| \| \| 7.º \| John Degenkolb \| Lotto-Soudal \| + 0 s \| \| \| 8.º \| Luka Mezgec \| Mitchelton-Scott \| + 0 s \| \| \| 9.º \| Iván García Cortina \| Bahrain McLaren \| + 0 s \| \| \| 10.º \| Lawrence Naesen \| AG2R La Mondiale \| + 0 s \| \| |                     |                        |                 |
| |                     |                        |                 |
| |                     |                        |                 |
| Clasificación general |                     |                        |                 |
| Ciclista | Ciclista            | Equipo                 | Tiempo          |
| 1.º | Dylan Groenewegen   | Jumbo-Visma            | 4 h 07 min 40 s |
| 2.º | Fabio Jakobsen      | Deceuninck-Quick Step  | + 0 s           |
| 3.º | Alexander Kristoff  | UAE Team Emirates      | + 0 s           |
| 4.º | Benjamin Swift      | Team Ineos             | + 0 s           |
| 5.º | Juanjo Lobato       | Fundación-Orbea        | + 0 s           |
| 6.º | Jon Aberasturi      | Caja Rural-Seguros RGA | + 0 s           |
| 7.º | John Degenkolb      | Lotto-Soudal           | + 0 s           |
| 8.º | Luka Mezgec         | Mitchelton-Scott       | + 0 s           |
| 9.º | Iván García Cortina | Bahrain McLaren        | + 0 s           |
| 10.º | Lawrence Naesen     | AG2R La Mondiale       | + 0 s           |

### 2.ª etapa
| Torrente - Cullera | etapa escarpada | (181 km) |

| \| Clasificación de la etapa \| Clasificación de la etapa \| Clasificación de la etapa \| Clasificación de la etapa \| Clasificación de la etapa \| \| Ciclista \| Ciclista \| Equipo \| Tiempo \| \| \| ------------------------- \| ------------------------- \| ------------------------- \| ------------------------- \| ------------------------- \| \| 1.º \| Tadej Pogačar \| UAE Team Emirates \| 4 h 14 min 26 s \| \| \| 2.º \| Alejandro Valverde \| Movistar Team \| + 0 s \| \| \| 3.º \| Dylan Teuns \| Bahrain McLaren \| + 0 s \| \| \| 4.º \| Daniel Martin \| Israel Start-Up Nation \| + 0 s \| \| \| 5.º \| Jack Haig \| Mitchelton-Scott \| + 0 s \| \| \| 6.º \| Ion Izagirre \| Astana \| + 0 s \| \| \| 7.º \| Rubén Fernández Andújar \| Fundación-Orbea \| + 0 s \| \| \| 8.º \| Gianni Moscon \| Team Ineos \| + 0 s \| \| \| 9.º \| Tao Geoghegan Hart \| Team Ineos \| + 0 s \| \| \| 10.º \| Greg Van Avermaet \| CCC Team \| + 5 s \| \| |                         |                        |                 |
| |                         |                        |                 |
| |                         |                        |                 |
| Clasificación de la etapa |                         |                        |                 |
| Ciclista | Ciclista                | Equipo                 | Tiempo          |
| 1.º | Tadej Pogačar           | UAE Team Emirates      | 4 h 14 min 26 s |
| 2.º | Alejandro Valverde      | Movistar Team          | + 0 s           |
| 3.º | Dylan Teuns             | Bahrain McLaren        | + 0 s           |
| 4.º | Daniel Martin           | Israel Start-Up Nation | + 0 s           |
| 5.º | Jack Haig               | Mitchelton-Scott       | + 0 s           |
| 6.º | Ion Izagirre            | Astana                 | + 0 s           |
| 7.º | Rubén Fernández Andújar | Fundación-Orbea        | + 0 s           |
| 8.º | Gianni Moscon           | Team Ineos             | + 0 s           |
| 9.º | Tao Geoghegan Hart      | Team Ineos             | + 0 s           |
| 10.º | Greg Van Avermaet       | CCC Team               | + 5 s           |

| \| Clasificación general \| Clasificación general \| Clasificación general \| Clasificación general \| Clasificación general \| \| Ciclista \| Ciclista \| Equipo \| Tiempo \| \| \| --------------------- \| ----------------------- \| ---------------------- \| --------------------- \| --------------------- \| \| 1.º \| Tadej Pogačar \| UAE Team Emirates \| 8 h 22 min 09 s \| \| \| 2.º \| Jack Haig \| Mitchelton-Scott \| + 0 s \| \| \| 3.º \| Alejandro Valverde \| Movistar Team \| + 0 s \| \| \| 4.º \| Rubén Fernández Andújar \| Fundación-Orbea \| + 0 s \| \| \| 5.º \| Dylan Teuns \| Bahrain McLaren \| + 0 s \| \| \| 6.º \| Gianni Moscon \| Team Ineos \| + 0 s \| \| \| 7.º \| Ion Izagirre \| Astana \| + 0 s \| \| \| 8.º \| Tao Geoghegan Hart \| Team Ineos \| + 0 s \| \| \| 9.º \| Daniel Martin \| Israel Start-Up Nation \| + 0 s \| \| \| 10.º \| Matej Mohorič \| Bahrain McLaren \| + 2 s \| \| |                         |                        |                 |
| |                         |                        |                 |
| |                         |                        |                 |
| Clasificación general |                         |                        |                 |
| Ciclista | Ciclista                | Equipo                 | Tiempo          |
| 1.º | Tadej Pogačar           | UAE Team Emirates      | 8 h 22 min 09 s |
| 2.º | Jack Haig               | Mitchelton-Scott       | + 0 s           |
| 3.º | Alejandro Valverde      | Movistar Team          | + 0 s           |
| 4.º | Rubén Fernández Andújar | Fundación-Orbea        | + 0 s           |
| 5.º | Dylan Teuns             | Bahrain McLaren        | + 0 s           |
| 6.º | Gianni Moscon           | Team Ineos             | + 0 s           |
| 7.º | Ion Izagirre            | Astana                 | + 0 s           |
| 8.º | Tao Geoghegan Hart      | Team Ineos             | + 0 s           |
| 9.º | Daniel Martin           | Israel Start-Up Nation | + 0 s           |
| 10.º | Matej Mohorič           | Bahrain McLaren        | + 2 s           |

### 3.ª etapa
| Orihuela - Torrevieja | etapa escarpada | (174,5 km) |

| \| Clasificación de la etapa \| Clasificación de la etapa \| Clasificación de la etapa \| Clasificación de la etapa \| Clasificación de la etapa \| \| Ciclista \| Ciclista \| Equipo \| Tiempo \| \| \| ------------------------- \| ------------------------- \| ------------------------- \| ------------------------- \| ------------------------- \| \| 1.º \| Dylan Groenewegen \| Jumbo-Visma \| 3 h 54 min 16 s \| \| \| 2.º \| Fabio Jakobsen \| Deceuninck-Quick Step \| + 0 s \| \| \| 3.º \| Matej Mohorič \| Bahrain McLaren \| + 0 s \| \| \| 4.º \| Davide Cimolai \| Israel Start-Up Nation \| + 0 s \| \| \| 5.º \| Jon Aberasturi \| Caja Rural-Seguros RGA \| + 0 s \| \| \| 6.º \| Luka Mezgec \| Mitchelton-Scott \| + 0 s \| \| \| 7.º \| Amaury Capiot \| Sport Vlaanderen-Baloise \| + 0 s \| \| \| 8.º \| Matteo Trentin \| CCC Team \| + 0 s \| \| \| 9.º \| Tom Van Asbroeck \| Israel Start-Up Nation \| + 0 s \| \| \| 10.º \| Alexander Kristoff \| UAE Team Emirates \| + 0 s \| \| |                    |                          |                 |
| |                    |                          |                 |
| |                    |                          |                 |
| Clasificación de la etapa |                    |                          |                 |
| Ciclista | Ciclista           | Equipo                   | Tiempo          |
| 1.º | Dylan Groenewegen  | Jumbo-Visma              | 3 h 54 min 16 s |
| 2.º | Fabio Jakobsen     | Deceuninck-Quick Step    | + 0 s           |
| 3.º | Matej Mohorič      | Bahrain McLaren          | + 0 s           |
| 4.º | Davide Cimolai     | Israel Start-Up Nation   | + 0 s           |
| 5.º | Jon Aberasturi     | Caja Rural-Seguros RGA   | + 0 s           |
| 6.º | Luka Mezgec        | Mitchelton-Scott         | + 0 s           |
| 7.º | Amaury Capiot      | Sport Vlaanderen-Baloise | + 0 s           |
| 8.º | Matteo Trentin     | CCC Team                 | + 0 s           |
| 9.º | Tom Van Asbroeck   | Israel Start-Up Nation   | + 0 s           |
| 10.º | Alexander Kristoff | UAE Team Emirates        | + 0 s           |

| \| Clasificación general \| Clasificación general \| Clasificación general \| Clasificación general \| Clasificación general \| \| Ciclista \| Ciclista \| Equipo \| Tiempo \| \| \| --------------------- \| ----------------------- \| --------------------- \| --------------------- \| --------------------- \| \| 1.º \| Jack Haig \| Mitchelton-Scott \| 12 h 16 min 25 s \| \| \| 2.º \| Tadej Pogačar \| UAE Team Emirates \| + 0 s \| \| \| 3.º \| Alejandro Valverde \| Movistar Team \| + 0 s \| \| \| 4.º \| Rubén Fernández Andújar \| Fundación-Orbea \| + 0 s \| \| \| 5.º \| Dylan Teuns \| Bahrain McLaren \| + 0 s \| \| \| 6.º \| Ion Izagirre \| Astana \| + 0 s \| \| \| 7.º \| Tao Geoghegan Hart \| Team Ineos \| + 0 s \| \| \| 8.º \| Matej Mohorič \| Bahrain McLaren \| + 2 s \| \| \| 9.º \| Jan Polanc \| UAE Team Emirates \| + 5 s \| \| \| 10.º \| Greg Van Avermaet \| CCC Team \| + 5 s \| \| |                         |                   |                  |
| |                         |                   |                  |
| |                         |                   |                  |
| Clasificación general |                         |                   |                  |
| Ciclista | Ciclista                | Equipo            | Tiempo           |
| 1.º | Jack Haig               | Mitchelton-Scott  | 12 h 16 min 25 s |
| 2.º | Tadej Pogačar           | UAE Team Emirates | + 0 s            |
| 3.º | Alejandro Valverde      | Movistar Team     | + 0 s            |
| 4.º | Rubén Fernández Andújar | Fundación-Orbea   | + 0 s            |
| 5.º | Dylan Teuns             | Bahrain McLaren   | + 0 s            |
| 6.º | Ion Izagirre            | Astana            | + 0 s            |
| 7.º | Tao Geoghegan Hart      | Team Ineos        | + 0 s            |
| 8.º | Matej Mohorič           | Bahrain McLaren   | + 2 s            |
| 9.º | Jan Polanc              | UAE Team Emirates | + 5 s            |
| 10.º | Greg Van Avermaet       | CCC Team          | + 5 s            |

### 4.ª etapa
| Calpe - Sierra de Bernia | etapa de montaña | (167 km) |

| \| Clasificación de la etapa \| Clasificación de la etapa \| Clasificación de la etapa \| Clasificación de la etapa \| Clasificación de la etapa \| \| Ciclista \| Ciclista \| Equipo \| Tiempo \| \| \| ------------------------- \| ---------------------------- \| ------------------------- \| ------------------------- \| ------------------------- \| \| 1.º \| Tadej Pogačar \| UAE Team Emirates \| 4 h 22 min 03 s \| \| \| 2.º \| Wout Poels \| Bahrain McLaren \| + 6 s \| \| \| 3.º \| Tao Geoghegan Hart \| Team Ineos \| + 6 s \| \| \| 4.º \| Daniel Martin \| Israel Start-Up Nation \| + 6 s \| \| \| 5.º \| Jack Haig \| Mitchelton-Scott \| + 6 s \| \| \| 6.º \| Dylan Teuns \| Bahrain McLaren \| + 23 s \| \| \| 7.º \| Ion Izagirre \| Astana \| + 32 s \| \| \| 8.º \| Sander Armée \| Lotto-Soudal \| + 42 s \| \| \| 9.º \| Óscar Rodríguez Garaicoechea \| Astana \| + 45 s \| \| \| 10.º \| Rubén Fernández Andújar \| Fundación-Orbea \| + 49 s \| \| |                              |                        |                 |
| |                              |                        |                 |
| |                              |                        |                 |
| Clasificación de la etapa |                              |                        |                 |
| Ciclista | Ciclista                     | Equipo                 | Tiempo          |
| 1.º | Tadej Pogačar                | UAE Team Emirates      | 4 h 22 min 03 s |
| 2.º | Wout Poels                   | Bahrain McLaren        | + 6 s           |
| 3.º | Tao Geoghegan Hart           | Team Ineos             | + 6 s           |
| 4.º | Daniel Martin                | Israel Start-Up Nation | + 6 s           |
| 5.º | Jack Haig                    | Mitchelton-Scott       | + 6 s           |
| 6.º | Dylan Teuns                  | Bahrain McLaren        | + 23 s          |
| 7.º | Ion Izagirre                 | Astana                 | + 32 s          |
| 8.º | Sander Armée                 | Lotto-Soudal           | + 42 s          |
| 9.º | Óscar Rodríguez Garaicoechea | Astana                 | + 45 s          |
| 10.º | Rubén Fernández Andújar      | Fundación-Orbea        | + 49 s          |

| \| Clasificación general \| Clasificación general \| Clasificación general \| Clasificación general \| Clasificación general \| \| Ciclista \| Ciclista \| Equipo \| Tiempo \| \| \| --------------------- \| ---------------------------- \| ---------------------- \| --------------------- \| --------------------- \| \| 1.º \| Tadej Pogačar \| UAE Team Emirates \| 16 h 38 min 28 s \| \| \| 2.º \| Tao Geoghegan Hart \| Team Ineos \| + 6 s \| \| \| 2.º \| Jack Haig \| Mitchelton-Scott \| + 6 s \| \| \| 4.º \| Daniel Martin \| Israel Start-Up Nation \| + 13 s \| \| \| 5.º \| Dylan Teuns \| Bahrain McLaren \| + 23 s \| \| \| 6.º \| Wout Poels \| Bahrain McLaren \| + 25 s \| \| \| 7.º \| Ion Izagirre \| Astana \| + 32 s \| \| \| 8.º \| Rubén Fernández Andújar \| Fundación-Orbea \| + 49 s \| \| \| 9.º \| Óscar Rodríguez Garaicoechea \| Astana \| + 1 min 11 s \| \| \| 10.º \| Alejandro Valverde \| Movistar Team \| + 1 min 14 s \| \| |                              |                        |                  |
| |                              |                        |                  |
| |                              |                        |                  |
| Clasificación general |                              |                        |                  |
| Ciclista | Ciclista                     | Equipo                 | Tiempo           |
| 1.º | Tadej Pogačar                | UAE Team Emirates      | 16 h 38 min 28 s |
| 2.º | Tao Geoghegan Hart           | Team Ineos             | + 6 s            |
| 2.º | Jack Haig                    | Mitchelton-Scott       | + 6 s            |
| 4.º | Daniel Martin                | Israel Start-Up Nation | + 13 s           |
| 5.º | Dylan Teuns                  | Bahrain McLaren        | + 23 s           |
| 6.º | Wout Poels                   | Bahrain McLaren        | + 25 s           |
| 7.º | Ion Izagirre                 | Astana                 | + 32 s           |
| 8.º | Rubén Fernández Andújar      | Fundación-Orbea        | + 49 s           |
| 9.º | Óscar Rodríguez Garaicoechea | Astana                 | + 1 min 11 s     |
| 10.º | Alejandro Valverde           | Movistar Team          | + 1 min 14 s     |

### 5.ª etapa
| Paterna - Valencia | etapa llana | (97,7 km) |

| \| Clasificación de la etapa \| Clasificación de la etapa \| Clasificación de la etapa \| Clasificación de la etapa \| Clasificación de la etapa \| \| Ciclista \| Ciclista \| Equipo \| Tiempo \| \| \| ------------------------- \| ------------------------- \| ------------------------- \| ------------------------- \| ------------------------- \| \| 1.º \| Fabio Jakobsen \| Deceuninck-Quick Step \| 2 h 04 min 32 s \| \| \| 2.º \| Dylan Groenewegen \| Jumbo-Visma \| + 0 s \| \| \| 3.º \| John Degenkolb \| Lotto-Soudal \| + 0 s \| \| \| 4.º \| Alexander Kristoff \| UAE Team Emirates \| + 0 s \| \| \| 5.º \| Iván García Cortina \| Bahrain McLaren \| + 0 s \| \| \| 6.º \| Jon Aberasturi \| Caja Rural-Seguros RGA \| + 0 s \| \| \| 7.º \| Jaume Sureda \| Burgos-BH \| + 0 s \| \| \| 8.º \| Davide Ballerini \| Deceuninck-Quick Step \| + 0 s \| \| \| 9.º \| Enrique Sanz \| Equipo Kern Pharma \| + 0 s \| \| \| 10.º \| Matteo Trentin \| CCC Team \| + 0 s \| \| |                     |                        |                 |
| |                     |                        |                 |
| |                     |                        |                 |
| Clasificación de la etapa |                     |                        |                 |
| Ciclista | Ciclista            | Equipo                 | Tiempo          |
| 1.º | Fabio Jakobsen      | Deceuninck-Quick Step  | 2 h 04 min 32 s |
| 2.º | Dylan Groenewegen   | Jumbo-Visma            | + 0 s           |
| 3.º | John Degenkolb      | Lotto-Soudal           | + 0 s           |
| 4.º | Alexander Kristoff  | UAE Team Emirates      | + 0 s           |
| 5.º | Iván García Cortina | Bahrain McLaren        | + 0 s           |
| 6.º | Jon Aberasturi      | Caja Rural-Seguros RGA | + 0 s           |
| 7.º | Jaume Sureda        | Burgos-BH              | + 0 s           |
| 8.º | Davide Ballerini    | Deceuninck-Quick Step  | + 0 s           |
| 9.º | Enrique Sanz        | Equipo Kern Pharma     | + 0 s           |
| 10.º | Matteo Trentin      | CCC Team               | + 0 s           |

## Clasificaciones finales
- Las clasificaciones finalizaron de la siguiente forma:[4]

### Clasificación general
| \| Clasificación general \| Clasificación general \| Clasificación general \| Clasificación general \| Clasificación general \| \| Ciclista \| Ciclista \| Equipo \| Tiempo \| \| \| --------------------- \| ---------------------------- \| ---------------------- \| --------------------- \| --------------------- \| \| 1.º \| Tadej Pogačar \| UAE Team Emirates \| 18 h 43 min 00 s \| \| \| 2.º \| Jack Haig \| Mitchelton-Scott \| + 6 s \| \| \| 3.º \| Tao Geoghegan Hart \| Team Ineos \| + 6 s \| \| \| 4.º \| Daniel Martin \| Israel Start-Up Nation \| + 13 s \| \| \| 5.º \| Dylan Teuns \| Bahrain McLaren \| + 23 s \| \| \| 6.º \| Wout Poels \| Bahrain McLaren \| + 25 s \| \| \| 7.º \| Ion Izagirre \| Astana \| + 32 s \| \| \| 8.º \| Rubén Fernández Andújar \| Fundación-Orbea \| + 49 s \| \| \| 9.º \| Óscar Rodríguez Garaicoechea \| Astana \| + 1 min 11 s \| \| \| 10.º \| Alejandro Valverde \| Movistar Team \| + 1 min 14 s \| \| \| 11.º \| Gianni Moscon \| Team Ineos \| + 1 min 19 s \| \| \| 12.º \| Marc Soler \| Movistar Team \| + 1 min 22 s \| \| \| 13.º \| James Knox \| Deceuninck-Quick Step \| + 1 min 22 s \| \| \| 14.º \| Jan Polanc \| UAE Team Emirates \| + 1 min 36 s \| \| \| 15.º \| Sander Armée \| Lotto-Soudal \| + 1 min 43 s \| \| |                              |                        |                  |
| |                              |                        |                  |
| Fuente: ProCyclingStats |                              |                        |                  |
| Clasificación general |                              |                        |                  |
| Ciclista | Ciclista                     | Equipo                 | Tiempo           |
| 1.º | Tadej Pogačar                | UAE Team Emirates      | 18 h 43 min 00 s |
| 2.º | Jack Haig                    | Mitchelton-Scott       | + 6 s            |
| 3.º | Tao Geoghegan Hart           | Team Ineos             | + 6 s            |
| 4.º | Daniel Martin                | Israel Start-Up Nation | + 13 s           |
| 5.º | Dylan Teuns                  | Bahrain McLaren        | + 23 s           |
| 6.º | Wout Poels                   | Bahrain McLaren        | + 25 s           |
| 7.º | Ion Izagirre                 | Astana                 | + 32 s           |
| 8.º | Rubén Fernández Andújar      | Fundación-Orbea        | + 49 s           |
| 9.º | Óscar Rodríguez Garaicoechea | Astana                 | + 1 min 11 s     |
| 10.º | Alejandro Valverde           | Movistar Team          | + 1 min 14 s     |
| 11.º | Gianni Moscon                | Team Ineos             | + 1 min 19 s     |
| 12.º | Marc Soler                   | Movistar Team          | + 1 min 22 s     |
| 13.º | James Knox                   | Deceuninck-Quick Step  | + 1 min 22 s     |
| 14.º | Jan Polanc                   | UAE Team Emirates      | + 1 min 36 s     |
| 15.º | Sander Armée                 | Lotto-Soudal           | + 1 min 43 s     |

### Clasificación de la montaña
| Clasificación de la montaña | Clasificación de la montaña | Clasificación de la montaña | Clasificación de la montaña | Clasificación de la montaña |
| Ciclista                    | Ciclista                    | Equipo                      | Puntos                      |                             |
| --------------------------- | --------------------------- | --------------------------- | --------------------------- | --------------------------- |
| 1.º                         | Gonzalo Serrano Rodríguez   | Caja Rural-Seguros RGA      | 24 pts                      |                             |
| 2.º                         | Tadej Pogačar               | UAE Team Emirates           | 13 pts                      |                             |
| 3.º                         | Álvaro Cuadros              | Caja Rural-Seguros RGA      | 12 pts                      |                             |
| 4.º                         | Pello Bilbao                | Bahrain McLaren             | 10 pts                      |                             |
| 5.º                         | Wout Poels                  | Bahrain McLaren             | 8 pts                       |                             |
| 6.º                         | Iván Moreno Sánchez         | Equipo Kern Pharma          | 6 pts                       |                             |
| 7.º                         | Tao Geoghegan Hart          | Team Ineos                  | 6 pts                       |                             |
| 8.º                         | Giovanni Carboni            | Bardiani CSF Faizanè        | 6 pts                       |                             |
| 9.º                         | Alessandro De Marchi        | CCC Team                    | 6 pts                       |                             |
| 10.º                        | Tim Declercq                | Deceuninck-Quick Step       | 5 pts                       |                             |

### Clasificación de los puntos
| Clasificación por puntos | Clasificación por puntos | Clasificación por puntos | Clasificación por puntos | Clasificación por puntos |
| Ciclista                 | Ciclista                 | Equipo                   | Puntos                   |                          |
| ------------------------ | ------------------------ | ------------------------ | ------------------------ | ------------------------ |
| 1.º                      | Dylan Groenewegen        | Jumbo-Visma              | 70 pts                   |                          |
| 2.º                      | Fabio Jakobsen           | Deceuninck-Quick Step    | 65 pts                   |                          |
| 3.º                      | Tadej Pogačar            | UAE Team Emirates        | 50 pts                   |                          |
| 4.º                      | Alexander Kristoff       | UAE Team Emirates        | 36 pts                   |                          |
| 5.º                      | Jon Aberasturi           | Caja Rural-Seguros RGA   | 32 pts                   |                          |
| 6.º                      | Jack Haig                | Mitchelton-Scott         | 28 pts                   |                          |
| 7.º                      | Daniel Martin            | Israel Start-Up Nation   | 28 pts                   |                          |
| 8.º                      | Dylan Teuns              | Bahrain McLaren          | 26 pts                   |                          |
| 9.º                      | John Degenkolb           | Lotto-Soudal             | 25 pts                   |                          |
| 10.º                     | Davide Cimolai           | Israel Start-Up Nation   | 24 pts                   |                          |

### Clasificación de los jóvenes
| Clasificación del mejor joven | Clasificación del mejor joven | Clasificación del mejor joven | Clasificación del mejor joven | Clasificación del mejor joven |
| Ciclista                      | Ciclista                      | Equipo                        | Tiempo                        |                               |
| ----------------------------- | ----------------------------- | ----------------------------- | ----------------------------- | ----------------------------- |
| 1.º                           | Tadej Pogačar                 | UAE Team Emirates             | 18 h 43 min 00 s              |                               |
| 2.º                           | Tao Geoghegan Hart            | Team Ineos                    | + 6 s                         |                               |
| 3.º                           | Óscar Rodríguez Garaicoechea  | Astana                        | + 1 min 11 s                  |                               |
| 4.º                           | James Knox                    | Deceuninck-Quick Step         | + 1 min 22 s                  |                               |
| 5.º                           | Jefferson Cepeda              | Caja Rural-Seguros RGA        | + 2 min 58 s                  |                               |
| 6.º                           | Márton Dina                   | Kometa-Xstra                  | + 3 min 27 s                  |                               |
| 7.º                           | Jon Agirre                    | Equipo Kern Pharma            | + 5 min 40 s                  |                               |
| 8.º                           | Joan Bou                      | Fundación-Orbea               | + 5 min 57 s                  |                               |
| 9.º                           | Dmitri Strajov                | Gazprom-RusVelo               | + 6 min 47 s                  |                               |
| 10.º                          | Luca Covili                   | Bardiani CSF Faizanè          | + 7 min 25 s                  |                               |

### Clasificación por equipos
| Clasificación por equipos | Clasificación por equipos | Clasificación por equipos | Clasificación por equipos |
| Equipo                    | Equipo                    | Tiempo                    |                           |
| ------------------------- | ------------------------- | ------------------------- | ------------------------- |
| 1.º                       | Bahrain McLaren           | 56 h 11 min 12 s          |                           |
| 2.º                       | CCC Team                  | + 3 min 31 s              |                           |
| 3.º                       | Ineos                     | + 3 min 37 s              |                           |
| 4.º                       | Astana                    | + 4 min 24 s              |                           |
| 5.º                       | Euskaltel-Euskadi         | + 4 min 52 s              |                           |
| 6.º                       | UAE Team Emirates         | + 6 min 04 s              |                           |
| 7.º                       | Movistar Team             | + 6 min 39 s              |                           |
| 8.º                       | Lotto Soudal              | + 8 min 18 s              |                           |
| 9.º                       | Burgos-BH                 | + 13 min 44 s             |                           |
| 10.º                      | AG2R La Mondiale          | + 14 min 10 s             |                           |

## Evolución de las clasificaciones
| Etapa                   | Vencedor                | Clasificación general | Clasificación de la montaña | Clasificación de los puntos | Clasificación de los jóvenes | Clasificación por equipos |
| ----------------------- | ----------------------- | --------------------- | --------------------------- | --------------------------- | ---------------------------- | ------------------------- |
| 1.ª                     | Dylan Groenewegen       | Dylan Groenewegen     | Cédric Beullens             | Dylan Groenewegen           | Fabio Jakobsen               | Bahrain McLaren           |
| 2.ª                     | Tadej Pogačar           | Tadej Pogačar         | Álvaro Cuadros              | Tadej Pogačar               | Tadej Pogačar                | Bahrain McLaren           |
| 3.ª                     | Dylan Groenewegen       | Jack Haig             | Álvaro Cuadros              | Dylan Groenewegen           | Tadej Pogačar                | Bahrain McLaren           |
| 4.ª                     | Tadej Pogačar           | Tadej Pogačar         | Gonzalo Serrano             | Tadej Pogačar               | Tadej Pogačar                | Bahrain McLaren           |
| 5.ª                     | Fabio Jakobsen          | Tadej Pogačar         | Gonzalo Serrano             | Dylan Groenewegen           | Tadej Pogačar                | Bahrain McLaren           |
| Clasificaciones finales | Clasificaciones finales | Tadej Pogačar         | Gonzalo Serrano             | Dylan Groenewegen           | Tadej Pogačar                | Bahrain McLaren           |

## Ciclistas participantes y posiciones finales
Convenciones:
- AB-N: Abandono en la etapa "N"
- FLT-N: Retiro por llegada fuera del límite de tiempo en la etapa "N"
- NTS-N: No tomó la salida para la etapa "N"
- DES-N: Descalificado o expulsado en la etapa "N"

## UCI World Ranking
La Vuelta a la Comunidad Valenciana otorgó puntos para el UCI World Ranking para corredores de los equipos en las categorías UCI WorldTeam, UCI ProTeam y Continental. Las siguientes tablas son el baremo de puntuación y los 10 corredores que obtuvieron más puntos:
| Posición              | 1.º | 2.º | 3.º | 4.º | 5.º | 6.º | 7.º | 8.º | 9.º | 10.º | 11.º | 12.º | 13.º | 14.º | 15.º | 16.º-30.º | 31.º-40.º |
| Clasificación general | 200 | 150 | 125 | 100 | 85  | 70  | 60  | 50  | 40  | 35   | 30   | 25   | 20   | 15   | 10   | 5         | 3         |
| Por etapa             | 20  | 10  | 5   |     |     |     |     |     |     |      |      |      |      |      |      |           |           |
| Líder                 | 5   |     |     |     |     |     |     |     |     |      |      |      |      |      |      |           |           |

| Clasificación |                    |                        |         |       |       |       |
| Posición      | Ciclista           | Equipo                 | General | Etapa | Líder | Total |
| ------------- | ------------------ | ---------------------- | ------- | ----- | ----- | ----- |
| 1.º           | Tadej Pogačar      | UAE Emirates           | 200     | 40    | 10    | 250   |
| 2.º           | Jack Haig          | Mitchelton-Scott       | 150     | 5     | -     | 155   |
| 3.º           | Tao Geoghegan Hart | INEOS                  | 125     | 5     | -     | 130   |
| 4.º           | Daniel Martin      | Israel Start-Up Nation | 100     | -     | -     | 100   |
| 5.º           | Dylan Teuns        | Bahrain McLaren        | 85      | 5     | -     | 90    |
| 6.º           | Wout Poels         | Bahrain McLaren        | 70      | 10    | -     | 80    |
| 7.º           | Ion Izagirre       | Astana                 | 60      | -     | -     | 60    |
| 8.º           | Dylan Groenewegen  | Jumbo-Visma            | -       | 50    | 5     | 55    |
| 9.º           | Rubén Fernández    | Fundación-Orbea        | 50      | -     | -     | 50    |
| 10.º          | Alejandro Valverde | Movistar               | 35      | 10    | -     | 45    |